# André Cools

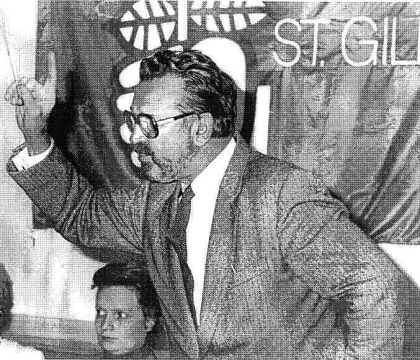
André Cools

André Cools (ur. 1 sierpnia 1927 w Flémalle, zm. 18 lipca 1991 w Liège) – belgijski polityk socjalistyczny, działacz Belgijskiej Partii Socjalistycznej a w latach 1973–1978 jeden z liderów partii, od 1958 parlamentarzysta. Minister finansów w 1968–1971 i minister gospodarki na przełomie lat 1971–1972. W latach 1969–1973 wicepremier Belgii. W 1978 roku dokonał rozłamu partii i utworzył walońską Partię Socjalistyczną. Został zamordowany w zamachu w 1991 roku.